# Clásica de Girardot
La Clásica Nacional Ciudad de Girardot est une course cycliste colombienne disputée dans le département de Cundinamarca. La première édition a été organisée en 1987. L'édition 2020, repoussée au mois d'octobre, est finalement annulée par le maire en raison de la pandémie de Covid-19.

## Palmarès
| Année | Vainqueur                  | Deuxième              | Troisième               |
| ----- | -------------------------- | --------------------- | ----------------------- |
| 1987  | Luis Enrique Murillo       |                       |                         |
| 1988  | Arsenio Chaparro (en)      |                       |                         |
| 1989  | José Robles (en)           |                       |                         |
| 1990  | Joselín Peña (d)           | Armando Ospina        | Julio César Rangel (es) |
| 1991  | Luis Germán Cárdenas       |                       |                         |
| 1992  | Carlos Humberto Gálvez     |                       |                         |
| 1993  | Julio Manuel Cubides       |                       |                         |
| 1994  | Henry Castro               |                       |                         |
| 1995  | Luis Alberto González (en) |                       |                         |
| 1996  | Raúl Montaña               | Víctor Hugo González  |                         |
| 1997  | Marlon Pérez               |                       |                         |
| 1998  | Félix Cárdenas             | Marlon Pérez          | Freddy González         |
| 1999  | Hernán Bonilla             | Libardo Niño          | Celio Roncancio (en)    |
| 2000  | Julio César Aguirre        |                       |                         |
| 2001  | Hernán Bonilla             |                       | Walter Pedraza          |
| 2004  | Walter Pedraza             | Freddy González       | Heberth Gutiérrez       |
| 2005  | Ricardo Mesa               | Iván Casas            | Miguel Sanabria (es)    |
| 2006  | Julián Rodas               | Freddy González       | Javier Zapata           |
| 2007  | Javier Zapata              | Marlon Pérez          | Víctor Niño             |
| 2008  | Julián Atehortúa           | Javier Zapata         | Israel Ochoa            |
| 2009  | Freddy Piamonte            | Walter Pedraza        | Mauricio Ortega         |
| 2010  | Félix Cárdenas             | Stiber Ortiz          | Jahir Pérez             |
| 2011  | Stiber Ortiz               | John Martínez         | Edward Beltrán          |
| 2012  | Félix Cárdenas             | Iván Parra            | Juan Diego Ramírez      |
| 2013  | Mauricio Ortega            | Edward Beltrán        | Alejandro Ramírez       |
| 2014  | Mauricio Ortega            | Óscar Soliz           | Alex Cano               |
| 2015  | Jader Betancur             | Óscar Álvarez         | José Leonel Díaz        |
| 2016  | Alexis Camacho             | Robinson Chalapud     | Juan Pablo Rendón       |
| 2017  | Fabio Duarte               | Carlos Mario Ramírez  | Jader Betancur          |
| 2018  | Yerson Sánchez             | Luis Alfredo Martínez | Juan Diego Guerrero     |
| 2019  | Walter Pedraza             | Brandon Rivera        | Aldemar Reyes           |
| 2020  | Non disputé                | Non disputé           | Non disputé             |
| 2021  | Heberth Gutiérrez          | Carlos Gutiérrez      | Juan Carlos Castaño     |
| 2022  | Rodrigo Contreras          | David Santiago Gómez  | Alejandro Osorio        |
| 2023  | Brandon Rojas              | Didier Chaparro       | Alexander Gil           |
| 2024  | Camilo Ardila              | Jaider Muñoz          | Mauricio Zapata         |